# Marek Antoni Stadnicki
Marek Antoni Stadnicki herbu Szreniawa bez Krzyża (ur. ?, zm. przed 25 marca 1639) – podczaszy krakowski w latach 1618-1639, starosta osiecki w latach 1626-1639, sędzia kapturowy krakowski w 1632 roku, rotmistrz wojska powiatowego województwa krakowskiego w 1620 roku, poseł na sejmy.

## Życiorys
W młodości wraz z bratem Mikołajem podróżował po Europie, był w Niemczech, Francji, Anglii, Niderlandach i Italii. Przebywał na uniwersytetach w Bolonii i Padwie.
W 1618 roku został wybrany posłem na sejmiku wiszeńskim. Na sejmie 1618 roku hetman Stanisław Żółkiewski wyraził uznanie dla dokonań Stadnickiego w walkach z wojskami turecko-tatarskimi pod Buszą. Stadnicki w tymże roku określał się tytułem podczaszego krakowskiego. Jesienią tego roku walczył z siłami turecko-tatarskimi. W 1620 roku ponownie posłował z województwa krakowskiego, i ponownie w latach 1627, 1629 (zwyczajnym) i 1632 (elekcyjnym). W czasie wojny polsko-tureckiej (1620–1621) został w 1620 roku wyznaczony komisarzem sejmowym przy hetmanie Janie Karolu Chodkiewiczu. Był członkiem konfederacji generalnej zawiązanej 16 lipca 1632 roku. Był elektorem Władysława IV Wazy z |województwa krakowskiego w 1632 roku.

## Życie rodzinne
Był synem Andrzeja Stadnickiego i Anny z domu Niedrzwieckiej herbu Ogończyk. Był bratem Stanisława, Barbary, Domiceli i Mikołaja.
Był dwukrotnie żonaty. Z Eleonorą (Leonorą) z domu Zborowską, córką Andrzeja Zborowskiego. Z drugiego małżeństwa, zawartego w 1620 roku z Marianną z domu Dembińską (córką Andrzeja Samuela Dembińskiego) miał pięcioro dzieci: Andrzeja Samuela, Marka Karola, Jerzego, Kazimierza Aleksandra i Barbarę, która wyszła za kasztelana sądeckiego Franciszka Mniszcha.